# پیلوت (فیلم)
پیلوت فیلمی به کارگردانی ابراهیم ابراهیمیان و به تهیه‌کنندگی محمدرضا مصباح محصول سال ۱۳۹۶ است.

## خلاصه فیلم
وحید (با بازی حمیدرضا آذرنگ) با خبر می‌شود که همسرش بدون اجازه او پسر چهار ساله شان را برای جراحی قلب به تهران آورده. او بی وقت به همراه برادرش سعید خودش را به تهران میرساند و این آغاز بحران پیچیده ای بین آنهاست.

## بازیگران
- جواد عزتی در نقش سعید
- حمیدرضا آذرنگ در نقش وحید
- سعید آقاخانی در نقش حسن
- بهدخت ولیان در نقش فهیمه
- بانیپال شومون در نقش مامور نیروی انتظامی
- گیلدا ویشکی در نقش خانم محبی
- پریوش نظریه در نقش دکتر
- علیرضا گیلوری در نقش رضایی

## موسیقی
| شماره | نام                     | خواننده   | مدت  |
| ----- | ----------------------- | --------- | ---- |
| ۱.    | «پیلوت» (تیتراژ پایانی) | سینا سرلک | ۳:۳۰ |